# Kationty I. třídy
Kationty I. třídy je skupina kationtů sulfanové zkoušky srážecí analýzy, jejichž skupinovým (srážecím) činidlem je zředěná HCl (1:3), se kterou vytvářejí bílou sraženinu. Do I. třídy patří kationty: Ag+, Hg22+ a Pb2+.

## Postup při dokazování kationtů I. třídy
Do vzorku se přidá HCl, čímž dochází k vytvoření bílé sraženiny příslušného chloridu:
Ag+ + Cl− → AgCl ↓ bílá
Hg22+ + 2Cl− → Hg2Cl2 ↓ bílá
Pb2+ + 2Cl− → PbCl2 ↓ bílá
Sraženina se zfiltruje horkou destilovanou vodou, čímž přejde PbCl2 do roztoku ve formě Pb2+ iontů. Olovo se dokáže některou z jeho dalších důkazových reakcí. Ke zbylým sraženinám se přidá vodný roztok NH3:
AgCl + 2NH3 → [Ag(NH3)2]Cl ⊙
Hg2Cl2 + 2NH3 → HgClNH2 + NH4Cl + Hg ↓ černá

## Ostatní důkazy kationtů I. třídy
Poté, co jsou od sebe jednotlivé kationty I. třídy odděleny, je lze dokázat pomocí několika dalších látek. Nejčastěji používanými jsou (psáno v iontové formě): Br−, I−, S2−, CrO42− a také NH3.

### Důkazy Ag+
Ag+ + Cl− → AgCl ↓ bílá, pouze u zředěné HCl v poměru 1:1
Ag+ + 2Cl− → [AgCl2]− ⊙ bezbarvý, u koncentrované HCl
Ag+ + Br− → AgBr↓ nažloutlá, po přidání NH3 dojde ke zbělání
Ag+ + I− → AgI ↓ žlutá
2Ag+ + S2− → Ag2S ↓ černá
2Ag+ + CrO42− → Ag2CrO4 ↓ červenohnědá
AgCl + 2NH3 → [Ag(NH3)2]Cl ⊙ bezbarvý

### Důkazy Hg22+
Hg22+ + 2Cl− → Hg2Cl2 ↓ bílá
Hg22+ + 2Br− → Hg2Br2 ↓ bílá
Hg22+ + 2I− → Hg2I2 ↓ hnědá, následuje samovolná reakce: Hg2I2 ↔ Hg + HgI2 ↓ červená; pokud se k této sraženině přidá KI, vznikne Nesslerovo činidlo: HgI2 + 2KI ↔ K2[HgI4]
Hg22+ + S2− → Hg + Hg2S ↓ černá
Hg22+ + CrO42− → Hg2CrO4 ↓ oranžová
Hg2Cl2 + 2NH3 ↔ Hg + HgNH2Cl + NH4Cl
Hg2Cl2 + 2OH− → Hg + H2O + HgO ↓ černá; k této reakci slouží NaOH

### Důkazy Pb2+
Pb2+ + 2Cl− → PbCl2 ↓ bílá
Pb2+ + 2I− → PbI2 ↓ žlutá, tzv. „zlatý déšť“
Pb2+ + S2− → PbS ↓ černá
Pb2+ + CrO42− → PbCrO4 ↓ žlutá
Pb2+ + 2OH− → Pb(OH)2 ↓ bílá; při přebytku OH−: Pb(OH)2 + 2OH− → [Pb(OH)4]2−